# Jonas Gomes de Sousa
Jonas Gomes de Sousa (Teresina, 8 de outubro de 1991) é um futebolista brasileiro que atua como volante. Atualmente joga no Retrô.

## Carreira

### Início
Jonas iniciou a sua carreira na antiga escolinha do professor José Nunes, na periferia de Teresina. Aos 13 anos de idade e atuando como zagueiro, foi indicado ao ex-técnico José Ronaib para disputar torneios de base pelo Fluminense do Piauí.
| “ | Ele começou a jogar como volante comigo, mas ele já foi meia e até zagueiro porque batia forte demais na bola. | ” |

Seus primeiros torneios pelo tricolor à época foram as Copas JVC e Taça Cidade de Teresina sub-15. Deixou o Tricolor do Piauí para jogar no Cerâmica, onde teve uma passagem muito rápida. No Rio Grande do Sul não acreditavam no potencial dele e Jonas acabou retornando para do seu estado. De volta, ele acertou com o Piauí. Portando o número 8 às costas, disputou a Copa São Paulo de Futebol Júnior de 2010 com a camisa do Enxuga Rato.

### Piauí
Sua carreira profissional iniciou-se em 2011 jogando pelo Piauí, quando Jonas teve seu primeiro contrato assinado em troca de uma moto.
| “ | O Fluminense-PI não era federado, é só de base. O Jonas saiu do Fluminense-PI para jogar no Cerâmica-RS. Voltou para cá e foi para o Piauí. Aí o seu Reinaldo Ferreira, que já faleceu, era o diretor do Piauí e fez esse contrato que valeu uma moto para o Jonas. O Jonas ganhou a moto, e quando encerraram o contrato ainda não tinham pago a moto (risos). O Jonas teve de pagar a moto para quitar o pagamento que não tinham feito. | ” |

### Comercial
Em 15 de fevereiro do ano seguinte acertou com o Comercial, assinando contrato válido até 30 de outubro de 2012. Pelo Bode da Terra dos Carnaubais, marcou seu primeiro gol na carreira na derrota por 3 a 2 para o Fortaleza em partida válida pela Copa do Brasil, em que Jonas arriscou de fora da área e marcou um belo gol.

### Sampaio Corrêa
Em 14 de janeiro de 2013, Jonas assinou com o Sampaio Corrêa para a disputada da Série C. O volante acabou sendo peça decisiva para o acesso da equipe maranhense para a Série B de 2014. No ano seguinte Jonas foi novamente destaque do Sampaio Corrêa no ano, tendo sido o maior ladrão de bolas da Série B, com 4,3 desarmes certos por partida, segundo estatísticas da Footstats (Em números absolutos, ele foi o segundo neste quesito, mas teve uma média melhor). Tanto destaque lhe rendeu atenção de clubes como Corinthians e Cruzeiro.
Jonas chegou a ser anunciado como reforço do Corinthians para a temporada de 2015, mas as negociações não evoluíram e o volante não irá atuar pelo clube paulista.

### Flamengo
Após ter quase acertado com o Corinthians, Jonas foi anunciado como reforço do Flamengo para a temporada de 2015 assinando um vínculo de quatro anos com o Rubro-Negro. Em sua apresentação, ganhou a camisa 18. De família flamenguista, o jogador nascido no Piauí comemorou o acerto e prometeu empenho para buscar seu espaço. Estreou pelo Fla no jogo valido pela partida de ida da primeira fase da Copa do Brasil contra o Brasil de Pelotas, em jogo que terminou com vitoria flamenguista por 2 a 1.
Em sua quarta partida começando como titular, fez seu primeiro gol, e logo num clássico. Na partida contra o Fluminense, válida pela penúltima rodada da Taça Guanabara, acertou um chutaço de muito longe, com a perna esquerda, inaugurando o placar no Maracanã. No clássico contra o Vasco da Gama, no dia 12 de abril, foi substituído aos 18 do primeiro tempo, devido ao seu nervosismo e por ter acabado de receber um cartão amarelo após uma entrada violenta sobre o atacante Gilberto.

### Ponte Preta
Em 1 de fevereiro de 2016, foi confirmado o empréstimo de Jonas a Ponte Preta.

### Dinamo Zagreb
Em 8 de junho de 2016, deixou a Ponte e foi emprestado pelo Flamengo ao Dinamo Zagreb.

### Coritiba
Para a temporada de 2017, Jonas foi emprestado ao Coritiba, onde recuperou seu bom futebol no decorrer do Campeonato Brasileiro de 2017.

### Volta ao Flamengo
Em 2018 se reapresentou no Flamengo após empréstimo do Coritiba. Ganhou vaga no time titular com o técnico Paulo César Carpegiani e, não obstante, apresentou um grande aumento na qualidade do seu futebol. Tornou-se menos violento e muito mais efetivo.

### Al Ittihad
Encerrou sua segunda passagem pelo Flamengo em 2018 na parada da Copa do Mundo ao se transferir para o Al Ittihad da Arábia Saudita, os valores da transferência não foram divulgados.

### Bahia
O Bahia anunciou em 12 de março de 2021, a contratação de Jonas, ele assinou contrato com o clube baiano válido até 31 de dezembro.Jonas fez seu primeiro gol com a camisa tricolor no jogo contra o Red Bull Bragantino em 5 de junho, pela segunda rodada do Campeonato Brasileiro. Fora de casa, o Tricolor abriu dois gols de vantagem no começo do jogo, mas tomou a virada no meio do segundo tempo. Sem desistir, o time ainda conseguiu o empate no fim da partida, e o confronto terminou empatado por 3 a 3.

### Retrô
Jonas foi anunciado pelo Retrô para a temporada 2023. Ele assinou pré-contrato até o final do próximo ano.

## Estatísticas
Até 13 de abril de 2019.

### Clubes
| Clube             | Temporada         | Campeonato nacional | Campeonato nacional | Campeonato nacional | Copa nacional[a] | Copa nacional[a] | Copa nacional[a] | Competições continentais[b] | Competições continentais[b] | Competições continentais[b] | Outros torneios[c] | Outros torneios[c] | Outros torneios[c] | Total | Total | Total   |
| Clube             | Temporada         | Jogos               | Gols                | Assist.             | Jogos            | Gols             | Assist.          | Jogos                       | Gols                        | Assist.                     | Jogos              | Gols               | Assist.            | Jogos | Gols  | Assist. |
| ----------------- | ----------------- | ------------------- | ------------------- | ------------------- | ---------------- | ---------------- | ---------------- | --------------------------- | --------------------------- | --------------------------- | ------------------ | ------------------ | ------------------ | ----- | ----- | ------- |
| Piauí             | 2011              | —                   | —                   | —                   | —                | —                | —                | —                           | —                           | —                           | 0                  | 0                  | 0                  | 0     | 0     | 0       |
| Piauí             | Total             | 0                   | 0                   | 0                   | 0                | 0                | 0                | 0                           | 0                           | 0                           | 0                  | 0                  | 0                  | 0     | 0     | 0       |
| Comercial         | 2012              | 3                   | 0                   | 0                   | 2                | 1                | 0                | —                           | —                           | —                           | 0                  | 0                  | 0                  | 5     | 1     | 0       |
| Comercial         | Total             | 3                   | 0                   | 0                   | 2                | 1                | 0                | 0                           | 0                           | 0                           | 0                  | 0                  | 0                  | 5     | 1     | 0       |
| Sampaio Corrêa    | 2013              | 23                  | 0                   | 0                   | 2                | 0                | 0                | —                           | —                           | —                           | 0                  | 0                  | 0                  | 25    | 0     | 0       |
| Sampaio Corrêa    | 2014              | 30                  | 0                   | 0                   | 4                | 0                | 0                | —                           | —                           | —                           | 6                  | 0                  | 0                  | 40    | 0     | 0       |
| Sampaio Corrêa    | Total             | 53                  | 0                   | 0                   | 6                | 0                | 0                | 0                           | 0                           | 0                           | 6                  | 0                  | 0                  | 65    | 0     | 0       |
| Flamengo          | 2015              | 19                  | 0                   | 0                   | 5                | 0                | 0                | —                           | —                           | —                           | 12                 | 1                  | 0                  | 36    | 1     | 0       |
| Flamengo          | 2016              | —                   | —                   | —                   | —                | —                | —                | —                           | —                           | —                           | 2                  | 0                  | 0                  | 2     | 0     | 0       |
| Flamengo          | 2018              | 7                   | 0                   | 0                   | 0                | 0                | 0                | 5                           | 0                           | 0                           | 11                 | 0                  | 2                  | 23    | 0     | 2       |
| Flamengo          | Total             | 26                  | 0                   | 0                   | 5                | 0                | 0                | 5                           | 0                           | 0                           | 25                 | 1                  | 2                  | 61    | 1     | 2       |
| Ponte Preta       | 2016              | —                   | —                   | —                   | 1                | 0                | 0                | —                           | —                           | —                           | 12                 | 0                  | 0                  | 13    | 0     | 0       |
| Ponte Preta       | Total             | 0                   | 0                   | 0                   | 1                | 0                | 0                | 0                           | 0                           | 0                           | 12                 | 0                  | 0                  | 13    | 0     | 0       |
| Dinamo Zagreb     | 2016–17           | 13                  | 0                   | 0                   | 1                | 0                | 0                | 8                           | 0                           | 0                           | —                  | —                  | —                  | 22    | 0     | 0       |
| Dinamo Zagreb     | Total             | 13                  | 0                   | 0                   | 1                | 0                | 0                | 8                           | 0                           | 0                           | —                  | —                  | —                  | 22    | 0     | 0       |
| Coritiba          | 2017              | 31                  | 0                   | 0                   | 1                | 0                | 0                | —                           | —                           | —                           | 5                  | 0                  | 0                  | 37    | 0     | 0       |
| Coritiba          | Total             | 31                  | 0                   | 0                   | 1                | 0                | 0                | —                           | —                           | —                           | 5                  | 0                  | 0                  | 37    | 0     | 0       |
| Ittihad FC        | 2018–19           | 19                  | 0                   | 0                   | —                | —                | —                | —                           | —                           | —                           | 1                  | 0                  | 0                  | 20    | 0     | 0       |
| Ittihad FC        | Total             | 19                  | 0                   | 0                   | 0                | 0                | 0                | 0                           | 0                           | 0                           | 1                  | 0                  | 0                  | 20    | 0     | 0       |
| Total na carreira | Total na carreira | 144                 | 0                   | 0                   | 16               | 1                | 0                | 13                          | 0                           | 0                           | 49                 | 1                  | 2                  | 222   | 2     | 2       |

- a. ^ Jogos da Copa do Brasil
- b. ^ Jogos da Copa Sul-Americana e Copa Libertadores
- c. ^ Jogos do Campeonato Piauiense, Taça Reinaldo Ferreira, Campeonato Maranhense, Copa União do Maranhão, Campeonato Carioca, Jogo amistoso, Troféu Asa Branca e Taça Chico Science

|           | Data                    | Local                                          | Resultado | Adversário             | Gols | Assist. | Competição                    |
| --------- | ----------------------- | ---------------------------------------------- | --------- | ---------------------- | ---- | ------- | ----------------------------- |
| Comercial |                         |                                                |           |                        |      |         |                               |
| 2.        | 7 de março de 2012      | Albertão, Teresina, Brasil                     | 2–3       | Fortaleza              | 1    | 0       | Copa do Brasil de 2012        |
| Flamengo  |                         |                                                |           |                        |      |         |                               |
| 71.       | 25 de fevereiro de 2015 | Bento Freitas, Pelotas, Brasil                 | 2–1       | Brasil de Pelotas      | 0    | 0       | Copa do Brasil de 2015        |
| 72.       | 1 de março de 2015      | Maracanã, Rio de Janeiro, Brasil               | 0–1       | Botafogo               | 0    | 0       | Campeonato Carioca de 2015    |
| 73.       | 4 de março de 2015      | Maracanã, Rio de Janeiro, Brasil               | 2–0       | Nacional               | 0    | 0       | Amistoso                      |
| 74.       | 7 de março de 2015      | Nilton Santos, Rio de Janeiro, Brasil          | 2–0       | Friburguense           | 0    | 0       | Campeonato Carioca de 2015    |
| 75.       | 14 de março de 2015     | Los Larios, Duque de Caxias, Brasil            | 3–1       | Tigres do Brasil       | 0    | 0       | Campeonato Carioca de 2015    |
| 76.       | 18 de março de 2015     | Maracanã, Rio de Janeiro, Brasil               | 2–0       | Brasil de Pelotas      | 0    | 0       | Copa do Brasil de 2015        |
| 77.       | 22 de março de 2015     | Maracanã, Rio de Janeiro, Brasil               | 2–1       | Vasco da Gama          | 0    | 0       | Campeonato Carioca de 2015    |
| 78.       | 5 de abril de 2015      | Maracanã, Rio de Janeiro, Brasil               | 3–0       | Fluminense             | 1    | 0       | Campeonato Carioca de 2015    |
| 79.       | 8 de abril de 2015      | Moacyrzão, Macaé, Brasil                       | 0–0       | Nova Iguaçu            | 0    | 0       | Campeonato Carioca de 2015    |
| 80.       | 12 de abril de 2015     | Maracanã, Rio de Janeiro, Brasil               | 0–0       | Vasco da Gama          | 0    | 0       | Campeonato Carioca de 2015    |
| 81.       | 19 de abril de 2015     | Maracanã, Rio de Janeiro, Brasil               | 0–1       | Vasco da Gama          | 0    | 0       | Campeonato Carioca de 2015    |
| 82.       | 22 de abril de 2015     | Salgueirão, Salgueiro, Brasil                  | 2–0       | Salgueiro              | 0    | 0       | Copa do Brasil de 2015        |
| 83.       | 2 de maio de 2015       | Romeirão, Juazeiro do Norte, Brasil            | 1–0       | Icasa                  | 0    | 0       | Amistoso                      |
| 84.       | 10 de maio de 2015      | Morumbi, São Paulo, Brasil                     | 2–2       | São Paulo              | 0    | 0       | Campeonato Brasileiro de 2015 |
| 85.       | 17 de maio de 2015      | Maracanã, Rio de Janeiro, Brasil               | 2–2       | Sport                  | 0    | 0       | Campeonato Brasileiro de 2015 |
| 86.       | 3 de junho de 2015      | Mineirão, Belo Horizonte, Brasil               | 0–1       | Cruzeiro               | 0    | 0       | Campeonato Brasileiro de 2015 |
| 87.       | 6 de junho de 2015      | Maracanã, Rio de Janeiro, Brasil               | 1–0       | Chapecoense            | 0    | 0       | Campeonato Brasileiro de 2015 |
| 88.       | 13 de junho de 2015     | Couto Pereira, Curitiba, Brasil                | 1–0       | Coritiba               | 0    | 0       | Campeonato Brasileiro de 2015 |
| 89.       | 28 de junho de 2015     | Arena Pantanal, Cuiabá, Brasil                 | 0–1       | Vasco da Gama          | 0    | 0       | Campeonato Brasileiro de 2015 |
| 90.       | 1 de julho de 2015      | Arena Joinville, Joinville, Brasil             | 1–0       | Joinville              | 0    | 0       | Campeonato Brasileiro de 2015 |
| 91.       | 5 de julho de 2015      | Maracanã, Rio de Janeiro, Brasil               | 1–2       | Figueirense            | 0    | 0       | Campeonato Brasileiro de 2015 |
| 92.       | 8 de julho de 2015      | Beira-Rio, Porto Alegre, Brasil                | 2–1       | Internacional          | 0    | 0       | Campeonato Brasileiro de 2015 |
| 93.       | 12 de julho de 2015     | Maracanã, Rio de Janeiro, Brasil               | 0–3       | Corinthians            | 0    | 0       | Campeonato Brasileiro de 2015 |
| 94.       | 15 de julho de 2015     | Arena Pernambuco, São Lourenço da Mata, Brasil | 2–0       | Náutico                | 0    | 0       | Copa do Brasil de 2015        |
| 95.       | 12 de agosto de 2015    | Maracanã, Rio de Janeiro, Brasil               | 3–2       | Atlético Paranaense    | 0    | 0       | Campeonato Brasileiro de 2015 |
| 96.       | 16 de agosto de 2015    | Allianz Parque, São Paulo, Brasil              | 2–4       | Palmeiras              | 0    | 0       | Campeonato Brasileiro de 2015 |
| 97.       | 26 de agosto de 2015    | Maracanã, Rio de Janeiro, Brasil               | 1–1       | Vasco da Gama          | 0    | 0       | Copa do Brasil de 2015        |
| 98.       | 2 de setembro de 2015   | Arena das Dunas, Natal, Brasil                 | 3–0       | Avaí                   | 0    | 0       | Campeonato Brasileiro de 2015 |
| 99.       | 6 de setembro de 2015   | Maracanã, Rio de Janeiro, Brasil               | 3–1       | Fluminense             | 0    | 0       | Campeonato Brasileiro de 2015 |
| 100.      | 10 de setembro de 2015  | Maracanã, Rio de Janeiro, Brasil               | 2–0       | Cruzeiro               | 0    | 0       | Campeonato Brasileiro de 2015 |
| 101.      | 11 de outubro de 2015   | Kléber Andrade, Cariacica, Brasil              | 4–0       | Desportiva Ferroviária | 0    | 0       | Amistoso                      |
| 102.      | 25 de outubro de 2015   | Arena Corinthians, São Paulo, Brasil           | 0–1       | Corinthians            | 0    | 0       | Campeonato Brasileiro de 2015 |
| 103.      | 8 de novembro de 2015   | Maracanã, Rio de Janeiro, Brasil               | 4–1       | Goiás                  | 0    | 0       | Campeonato Brasileiro de 2015 |
| 104.      | 15 de novembro de 2015  | Maracanã, Rio de Janeiro, Brasil               | 1–0       | Orlando City           | 0    | 0       | Amistoso                      |
| 105.      | 19 de novembro de 2015  | Vila Belmiro, Santos, Brasil                   | 0–0       | Santos                 | 0    | 0       | Campeonato Brasileiro de 2015 |
| 106.      | 22 de novembro de 2015  | Mané Garrincha, Brasília, Brasil               | 1–1       | Ponte Preta            | 0    | 0       | Campeonato Brasileiro de 2015 |
| 107.      | 21 de janeiro de 2016   | Castelão, Fortaleza, Brasil                    | 3–3 (3–4) | Ceará                  | 0    | 0       | Troféu Asa Branca de 2016     |
| 108.      | 24 de janeiro de 2016   | Arruda, Recife, Brasil                         | 1–3       | Santa Cruz             | 0    | 0       | Taça Chico Science de 2016    |
| Comercial |                         |                                                |           |                        |      |         |                               |
| 109.      | 3 de fevereiro de 2016  | Moisés Lucarelli, Campinas, Brasil             | 0–2       | Santos                 | 0    | 0       | Campeonato Paulista de 2016   |

## Títulos
Comercial
- Taça Reinaldo Ferreira: 2012

Sampaio Corrêa
- Copa União do Maranhão: 2013
- Campeonato Maranhense: 2014

Flamengo
- Torneio Super Series: 2015
- Torneio Super Clássicos: 2015
- Taça Guanabara: 2018

Dinamo Zagreb
- Campeonato Croata: 2015–16
- Copa da Croácia: 2015–16

Coritiba
- Campeonato Paranaense: 2017

Bahia
- Copa do Nordeste: 2021

Retrô
- Campeonato Brasileiro - Série D: 2024